# Andrew Wylie
Andrew Wylie (Nueva York, Estados Unidos, 1947) es un agente literario estadounidense, considerado el más poderoso e influyente del mundo, quien al frente de su agencia representa a más de 2.000 escritores de todo el mundo, entre los cuales hay un buen número de premios Nobel de Literatura.

## Inicios
Es hijo de Craig Wylie, editor jefe de la editorial Houghton Mifflin. Se crio en Sudbury, Massachusetts, y asistió a la Escuela de St. Paul en Concord, New Hampshire, de la que fue despedido en 1965. En una entrevista con su revista de los alumnos universitarios declaró que se trataba de organizar excursiones ilícitas a Boston para compañeros de estudios y el suministro de forma ilegal de alcohol. Este hecho no impidió que años después fuese aceptado en Harvard, donde estudió Lenguas Romances y Literatura, graduándose magna cum laude en 1969 (promoción de 1970).

## Poeta
En 1972, publicó una breve colección de poesía con el título Flores amarillas. Muchos de los versos contienen material sexualmente explícito. En una entrevista de 2007, su compañero Ira Silverberg sugirió que Wylie desde entonces ha intentado adquirir las copias restantes de la colección. El mismo Wylie negó esta acusación, que describe las flores amarillas como una "indiscreción juvenil".

## Agente literario
Fundó su propia agencia literaria del mismo nombre en Nueva York en 1980. Se abrió una segunda oficina en Londres en 1996. En la actualidad representa a más de 700 escritores. Por sus tácticas de negocio, Wylie es conocido como El Chacal.

## Controversias
A lo largo de su carrera como agente literario, Wylie ha atraído la atención de la caza furtiva de los clientes de otros agentes.  En 1995, Martin Amis por su mediación dejó a su agente con el que llevaba 22 años, Pat Kavanagh, por Wylie quien informó haber conseguido un adelanto de 500.000 dólares para la novela de Amis titulada La Información.
En julio de 2010, Wylie puso en marcha un nuevo negocio, Ediciones de la odisea, para publicar libros electrónicos. Los primeros veinte títulos fueron lanzados el 21 de julio, disponible exclusivamente en la plataforma de Amazon.
En 2020, Wylie, quien es agente literario de Louise Glück, negoció un contrato para que otra editorial publicara sus libros traducidos al español, a espaldas de la editorial española que tenía un contrato de Glück, Pre-Textos; quienes la traducían y publicaban desde el 2006, mucho antes de que fuera conocida, debido al nobel que ganó en 2020. La acción implicaría que Pre-Textos dejara de publicar los libros de la poeta y destruyera los ejemplares almacenados, cosa que Wylie les exigió.

## Clientes más importantes
La siguiente lista de clientes más destacados de Andrew Wylie es un extracto de la agencia literaria:
- Roberto Bolaño
- Martin Amis
- Christine Angot
- Dave Eggers
- Al Gore
- Milan Kundera
- Jonah Lehrer
- Elmore Leonard
- Siddhartha Mukherjee
- Rodrigo Rey Rosa
- Philip Roth
- Salman Rushdie
- Andrew Sullivan
- Mo Yan
- Horacio Castellanos Moya
- Alberto Barrera Tyszka
- John Berger
- Jorge Luis Borges
- María Kodama
- David Bowie
- Paul Bowles
- Guillermo Cabrera Infante
- Albert Camus
- Mauro Javier Cárdenas
- Raymond Carver
- John Cheever
- Carla Guelfenbein
- Hunter S. Thompson